# Omar Borrás
Omar Bienvenido Borrás Granda (Montevidéu, 15 de junho de 1929 – 19 de outubro de 2022) foi um treinador de futebol uruguaio.

## Carreira
Borrás comandou a Seleção Uruguaia, com a qual conquistou o título da Copa América de 1983 a derrotar o Brasil na final. Também treinou a equipe do seu país na Copa do Mundo de 1986.

## Morte
Borrás morreu em 19 de outubro de 2022, aos 93 anos de idade.